# Isérables
Isérables é uma comuna da Suíça, situada no distrito de Martigny, no cantão de Valais. Tem 15,3 km² de área e sua população em 2018 foi estimada em 832 habitantes.